# Льюїс (округ, Західна Вірджинія)
Шаблон:StateAbbr_ 39°00′ пн. ш. 80°31′ зх. д. / 39° пн. ш. 80.51° зх. д.
О́круг Лью́їс (англ. Lewis County) — округ (графство) у штаті Західна Вірджинія, США. Ідентифікатор округу 54041.

## Історія
Округ утворений 1816 року.

## Демографія
За даними перепису 2000 року загальне населення округу становило 16919 осіб, зокрема міського населення було 4971, а сільського — 11948. Серед мешканців округу чоловіків було 8206, а жінок — 8713. В окрузі було 6946 домогосподарств, 4805 родин, які мешкали в 7944 будинках. Середній розмір родини становив 2,88.
Віковий розподіл населення поданий у таблиці:
| Стать    | До 15 років | 15-21 | 22-29 | 30-39 | 40-49 | 50-65 | 65-85 | Понад 85 |
| -------- | ----------- | ----- | ----- | ----- | ----- | ----- | ----- | -------- |
| Чоловіки | 1594        | 709   | 769   | 1229  | 1286  | 1507  | 1015  | 97       |
| Жінки    | 1504        | 691   | 773   | 1173  | 1320  | 1593  | 1387  | 272      |

## Суміжні округи
- Гаррісон — північ
- Апшер — схід
- Вебстер — південь
- Брекстон — південний захід
- Ґілмер — захід
- Доддридж — північний захід

## Виноски
1. ↑  U.S. Decennial Census. United States Census Bureau. Архів оригіналу за 19 липня 2018. Процитовано 10 січня 2014.
2. ↑  Historical Census Browser. University of Virginia Library. Архів оригіналу за 11 серпня 2012. Процитовано 10 січня 2014.
3. ↑  Population of Counties by Decennial Census: 1900 to 1990. United States Census Bureau. Архів оригіналу за 3 червня 2013. Процитовано 10 січня 2014.
4. ↑  Census 2000 PHC-T-4. Ranking Tables for Counties: 1990 and 2000 (PDF). United States Census Bureau. Архів оригіналу (PDF) за 18 грудня 2014. Процитовано 10 січня 2014.
5. ↑  State & County QuickFacts. United States Census Bureau. Архів оригіналу за 7 червня 2011. Процитовано 10 січня 2014.(англ.) Наведено за англійською вікіпедією.
6. ↑  American FactFinder. Бюро перепису населення США. Архів оригіналу за 26 лютого 2012. Процитовано 31 січня 2008.

| США | Це незавершена стаття з географії США. Ви можете допомогти проєкту, виправивши або дописавши її. |